# Rodolfo Opazo
Pour les articles homonymes, voir Opazo.
Rodolfo Opazo Bernales, né à Santiago du Chili le 8 mars 1935 et mort dans la même ville le 27 juin 2019, est un peintre, graveur, sculpteur et professeur des universités chilien.

## Biographie
Rodolfo Opazo naît en 1935 à Santiago du Chili. Il est le fils de Rodolfo Opazo Tocornal et de Paulina Diaz del Valle (fille de Graciano Bernales Riesco et Maria Diaz del Valle).
Il décrit ses influences lors de ses études et de sa vie d'artiste ainsi :

« Enfant, mon père m'a fait écouter beaucoup de musique, tout comme il l'a fait avec mes frères, en particulier l’Anneau du Nibelung de Wagner ; en outre, mon père nous a fait découvrir les dessins de Gustave Dore. Cela m'a beaucoup impressionné et j'ai commencé à aimer la musique. »

### Études et débuts comme artiste
Rodolfo Opazo a été admis au Collège du Sacré-Cœur de Santiago, mais sa scolarité est interrompue à cause de son bégaiement : il entre ainsi dans une école de bègues et prend également des cours privés à la maison. Il revient terminer ses études dans la même école,.
Il a été formé à l'École des Beaux-Arts du Chili (es), avant de commencer sa production artistique en 1957 à l'âge de 22 ans. Il intègre ensuite le Taller 99 (« atelier 99 ») pour étudier la gravure, mais un an après, « il part en Italie arpenter les musées pour s'imprégner du langage abstrait, étant influencé jusqu'à aujourd'hui par l'œuvre de Modigliani et de ses compatriotes Roberto Matta et Enrique Zañartu. »
En 1961, il déménage à New York où il a obtenu une subvention de l'Union panaméricaine pour étudier l'art au Pratt Graphic Art Center. Il appartenait à la génération des années soixante, avec Roser Bru, José Balmes et d'autres. Cependant son travail s'inscrit dans la ligne surréaliste de Roberto Matta, Enrique Zañartu et de son frère aîné Nemesio Antúnez Zañartu.

### Enseignant à l'université
De retour au Chili en 1963, Rodolfo Opazo commence une carrière d'enseignant à l'École des arts appliqués. En 1969, il est nommé professeur titulaire des ateliers de peinture de la Faculté des arts de l'université du Chili (es), poste qu'il occupe jusqu'en 1993.
Au cours de son enseignement, il a eu une forte influence sur les étudiants dans les années quatre-vingt tels que Samy Benmayor (es), Carlos Maturana (es), Matias Pinto D'Aguilar et Omar Gatica. Ces artistes forment la dite Promotion des années 1980.
Dans un entretien de Capital magazine du 26 décembre 2013, il décrit la relation entre la peinture et la poésie ainsi :

« En 1970, je fus nommé professeur des Ateliers de peinture de l'université du Chili, et je me suis intéressé à la réflexion générée par la poésie dans la peinture. Je m'étais dit que s'ils comprenaient Vicente Huidobro, Michel Foucault ou T. S. Eliot, ils pouvaient comprendre comment on créait la réalité. Certains sont parvenus à capter la profondeur de cette pensée, mais d'autres non. »

### Fin de vie
Le 26 décembre 2013, Rodolfo Opazo révèle dans un entretien au magazine Capital avoir eu un accident cardio-vasculaire en 2008 ; cela le pousse à mettre un terme à sa carrière.
Il meurt le 27 juin 2019 à Santiago à l'âge de 84 ans. Une veillée est organisée dans le Salón Blanco du Musée national des Beaux-Arts et son enterrement se tient au Parque del Recuerdo (es).

### Famille
Rodolfo Opazo a épousé Maria Pia Cousino Noah, fille de Luis Cousino Mac Iver et d'Ada Noah Pizzo. Ils ont eu deux enfants : Rodrigo et Diego Opazo Cousiño.
Il se remarie avec l'artiste Maria Paz Romero, avec qui il a deux filles : Camila et Isidora Opazo Romero.
Il a pour neveux Eduardo et Pedro Opazo et pour cousin Pedro Opaso Cousino.

## Son art
La peinture de Rodolfo Opazo Bernales est marquée par son expérience personnelle, depuis l'enfance. En réfléchissant sur son environnement, l'Homme, la mort et la spiritualité sont présents tout au long de sa carrière. Les poèmes de T. S. Eliot, César Vallejo et Miguel Hernández ainsi qu'un essai de Michel Foucault ont transformé nombre de ses œuvres, qui sont passées « d'une attitude mystique à réelle face à un être humain secoué, blessé, convulsionné, [ce qui] a donné comme résultat des figures divisées, de couleurs violentes et de traits plus forts[réf. nécessaire]. » 
Une autre source d'inspiration est Vicente Huidobro. Il s'éloigne par la suite de l'abstraction et à mesure que les formes anthropomorphes se rapprochent de la figure humaine, le blanc apparaît dans sa peinture. « Vers la moitié des années 1960, cette figure ce consolide comme figurative, comme un corps réel et coïncide avec l'apparition de ce que l'on appelle alors la nouvelle figuration. Dans les années 1970, il commence une série très significative pour lui, lors de laquelle l'œuvre la plus importante a été Les autels pour se cacher de la mélancolie[réf. nécessaire]. »
Dans la décennie suivante, il s'intéresse au sport et développe un attitude critique face aux idoles créées par les médias ; le harcèlement de l'homme moderne se manifeste par des mines défaites, des visages déboîtés, des langues tirées, des doigts dans les yeux, des coups de pied dans le visage, etc.
Dans les années 1990, les personnages perdent le contour et la subordination de la forme sur le fond, les corps commencent à s'intégrer à la nature et Opazo explore le paysage. Il utilise également l'érotisme comme élément de sarcasme et d'irrévérence pour provoquer le spectateur.
Son grand amour de la littérature, la poésie, la musique et l'environnement environnant général du pays sont sa source d'inspiration constante.

## Catégorisation de son art

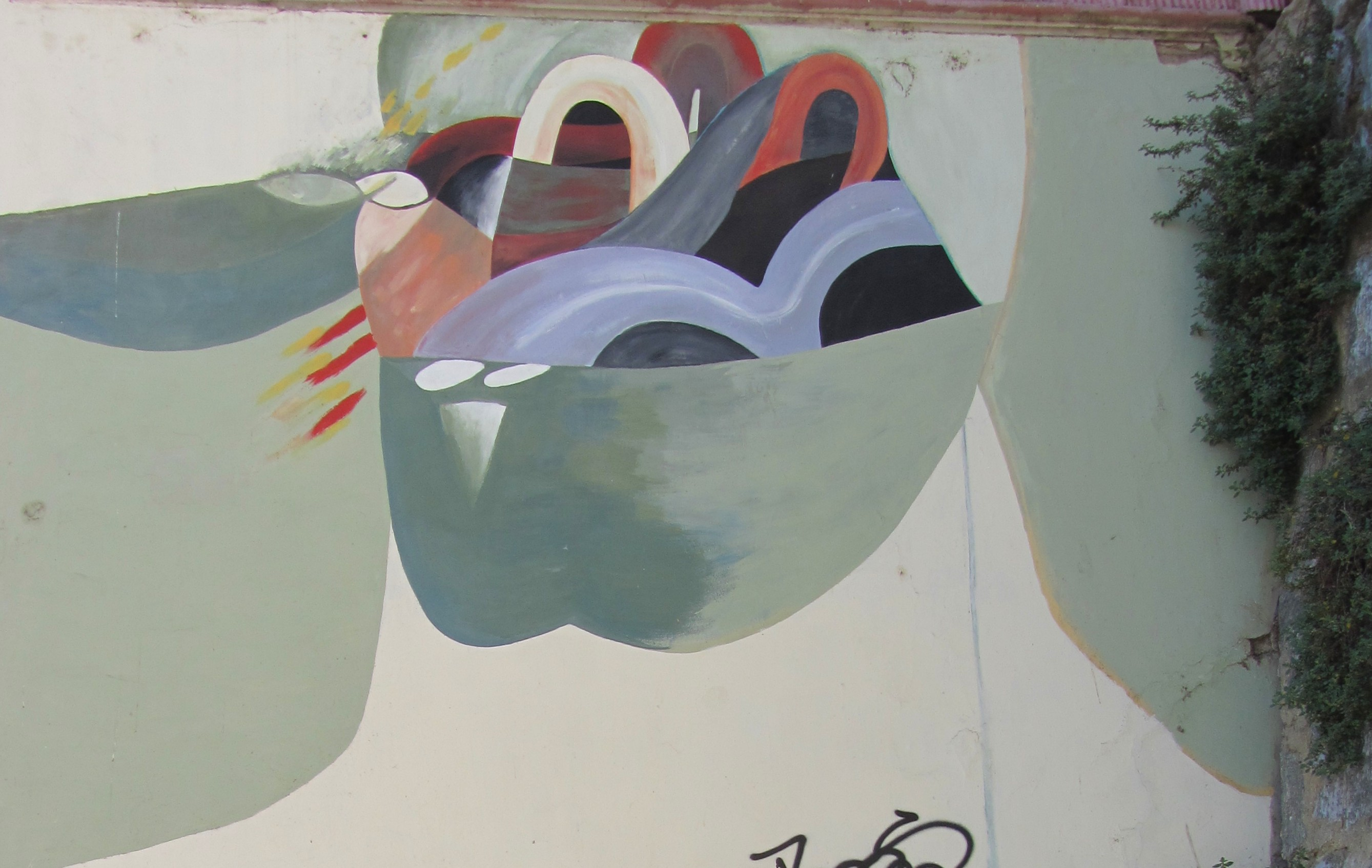
El fantasma del ascensor (détail).

L'œuvre de Rodolfo Opazo est à rapprocher au surréalisme ; l'artiste ne cherche qu'à élever son point de vue subjectif de la réalité naturelle et du quotidien au travers d'une certaine iconographie quand nécessaire. La création unique et spécifique de l'image du monde, vient parfois coïncider avec l'« opération aléatoire » du surréalisme.
Les caractéristiques du travail d'Opazo sont l'agitation, l'apathie terminée, le manque de compte rendu complet, la chute de l'argument, l'échec d'atteindre le résultat, la couleur et de la composition qui se combinent.

## Prix et les récompenses
- Mention Van Buren en 1959.

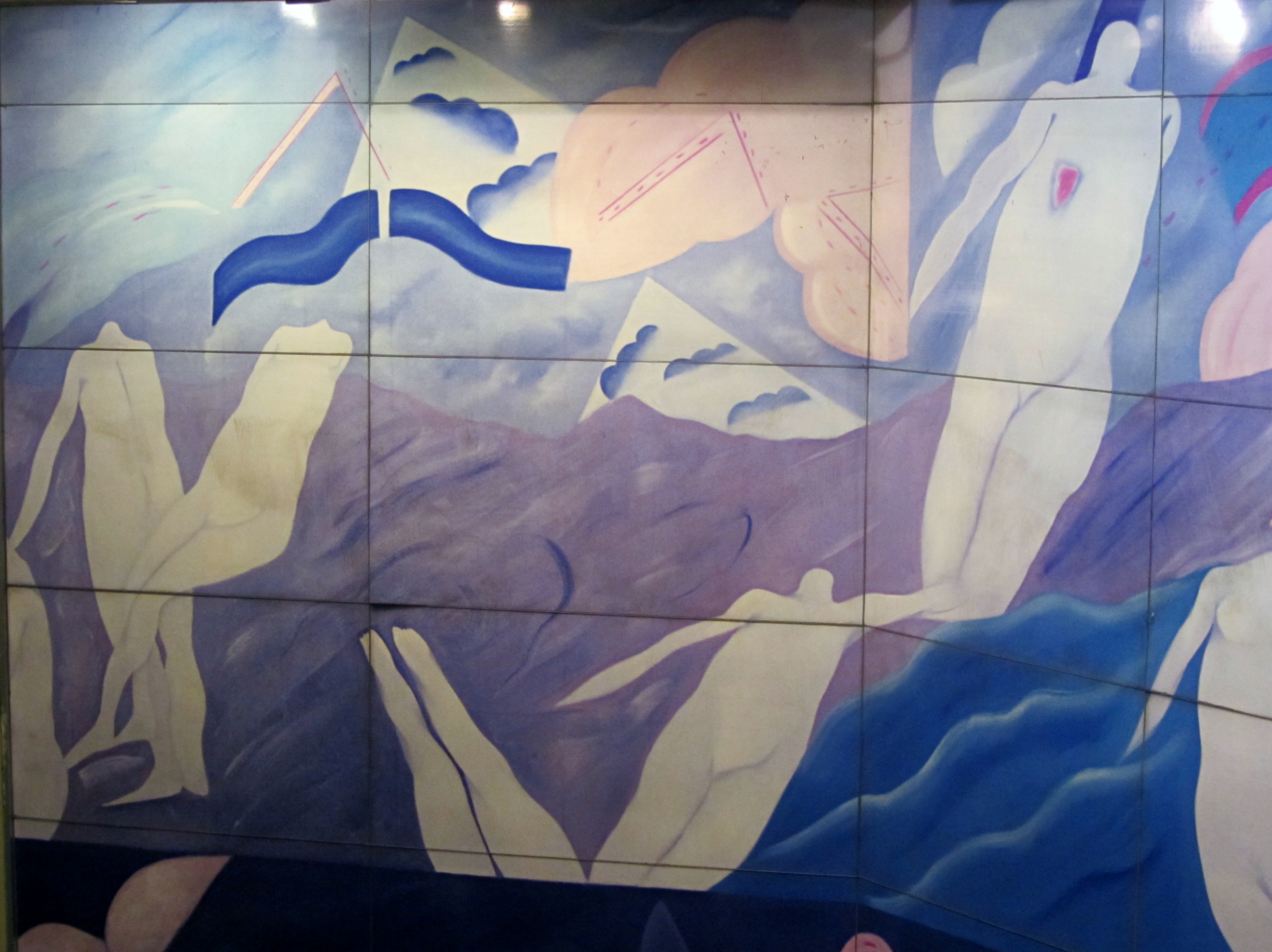
Imagenes de Estación de Metro en barrio El Golf.

- Prix d'acquisition, Amérique du Sud Art Aujourd'hui, Dallas, États-Unis en 1959.
- Premier Prix de Peinture 1960 le Hall Officiel.
- Mention honorifique, V Biennale de Sao Paulo, au Brésil en 1960.
- Adresse Prix Culture, Deuxième Biennale de Cordoba, en Argentine en 1963.
- Premier Prix KRAV, Musée d'Art Contemporain, Santiago en 1964.
- Compétition Prix ESSO, des Beaux-arts Nationaux Musée en 1965.
- Prix de la culture générale, deuxième Biennale de Cordoba, en Argentine en 1966.
- Deuxième prix versez la peinture de la PAC en 1966.
- Prix CODEX, Musée National des Beaux-Arts, Buenos Aires, Argentine en 1969.
- Mention honorifique, de X Art Festival, Cali, en Colombie, en 1970.
- Prix international de peinture, Biennale de Montevideo, en Uruguay en 1970.
- Prix Benson & Hedges, Musée National des Beaux-Arts, Buenos Aires en 1977.
- Médaille d'argent, Valparaíso Biennale d'art en 1979.
- Premier Prix de peinture, Beaux-arts Compétition Lircay, Talca, Chili en 1980.
- Premier Prix de peinture, Concours national des Arts, Santiago, Chili en 1980.
- Prix Fontana Emilia, Première Biennale de Sport, Montevideo, Uruguay en 1981.
- Mention spéciale XVII Festival International de Peinture, Cagnes, France en 1995.
- Les Prix Cercle critique les Valparaiso, Chili en 1995.
- Prix national des Arts plastiques du Chili, 2001.

## Conservation
- Musée d'Art Américain
- Puntas de Este, en Uruguay
- Musée d'art moderne de l'Amérique latine, Washington, États-Unis
- Musée des Beaux-Arts, Dallas, États-Unis
- Musée d'Art Moderne, Bogota, Colombie
- Carrol Reece Musée, Tennessee, États-Unis.
- Musée des Beaux-Arts, Malmö, Suède.
- Musée de l'Institut panaméen d'art, Panama.
- Musée Métropolitain d'Art, New York, États-Unis; Musée modernes d'arts, New York, Etats-Unis.
- Musée modernes d'arts, Buenos Aires, Argentine.
- Musée national des Beaux-Arts, Montevideo, Uruguay
- Musée Ralli, Punta del Este, en Uruguay.
- Université du Texas, Austin, États-Unis.
- Collection IKA, Córdoba, Argentine.
- Collection Braniff International, Dallas, États-Unis.
- Collection de Manuel de Tchèque, Lima, Pérou.
- Banco de La República, Bogotá, Colombie.
- La Chase Manhattan Bank, New York, États-Unis